# ۱۲۰۸ (میلادی)
۱۲۰۸ (میلادی) هزار و دویست و هشتمین سال تقویم میلادی است.

## مناسبت‌ها
- تأسیس دانشگاه آکسفورد

## درگذشتگان
‎